# Melanie C (альбом)
Melanie C — восьмой студийный альбом английской певицы Мелани Си, выпущенный 2 октября 2020 года Red Girl Media. Альбому предшествовали синглы «Who I Am», «Blame It on Me», «In and Out of Love» и «Fearless», в последнем из которых участвовала рэперша Надя Роуз. 3 сентября 2021 года была выпущена цифровая делюкс-версия альбома.

## Об альбоме
Чисхолм начала записывать альбом в 2019 году после того, как её вдохновило воссоединение со Spice Girls и их турне Spice World – 2019 Tour, после которого год «стал настоящим праздником». Она сказала, что этот опыт «на самом деле вдохновил её на создание альбома», поскольку она «размышляла» во время своего пребывания на сцене. Чисхолм объединилась с драг-коллективом Sink the Pink, чтобы выпустить сингл «High Heels» и отправиться в мировое турне по мероприятиям ЛГБТК-прайда. Хотя этот сингл не вошёл в альбом Melanie C, он положил начало новому звучанию певицы: она выбрала новый путь, основанный на танцах, в отличие от её предыдущих альтернативных поп-записей. Чисхолм подробно рассказала о своём вдохновении для создания альбома: «У меня была эта песня перед шоу Spice, когда я нервничала по поводу того, что снова стану Спорти (Sporty). Но, исполняя эти песни на репетициях, я поняла, что я здесь, она внутри меня. Это заставило меня задуматься о своей жизни и написать этот альбом. Я хотела сделать альбом, который действительно признаёт это. Я чувствовала, что пришло время принять все в себе: Sporty, Мелани, маму, подругу, уборщицу, повара, терапевта. И я хотела, чтобы это придавало силы и веселило […] Этот [альбом] отличается, потому что у меня большие перемены за кулисами, новый менеджмент». Не так много людей выжило после сокращения. Очень важно, что у меня новый A&R, и меня познакомили со многими новыми исполнителями, авторами песен и продюсерами, это действительно похоже на новую главу".
3 августа 2020 года Чисхолм сказала BBC Music: «Очевидно, что я делаю поп-данс запись, и я зрелый исполнитель, поэтому я должна принять то, что некоторые радиостанции больше не будут играть меня. Это то, что нужно преодолеть. Но я хочу, чтобы люди наслаждались этим альбомом, я хочу, чтобы люди танцевали под него, я хочу, чтобы люди получили от него силу. И когда коронавирус сделает свой альбом, я хочу выйти и исполнить его вживую». В разговоре с Vogue Чисхолм говорила о звучании альбома и своей уверенности в себе, заявив: «Я думаю, часть этого приходит с возрастом. Находясь на данном этапе своей жизни и будучи мамой, все это — маленькие шаги, которые помогают укрепить уверенность в себе». Турне Spice Girls в прошлом году оказало огромное влияние на эту пластинку, и помимо этого, я также совершила мировое турне World Pride tour; мы начали в Сан-Паоло и закончили в Австралии. […] Я провела много времени в юности, чувствуя, что меня недостаточно, или я недостойна, или испытывая чувство вины за свой успех у девушек. Но все эти переживания заставили меня впервые по-настоящему оценить это".

## Продвижение

### Живые выступления и тур
1 октября 2020 года Чисхолм выступила на виртуальном мероприятии Colour & Light. Во время мероприятия она исполнила песни с альбома, а также представила своё концертное шоу. На следующий день она появилась на BBC Radio 2, где исполнила песню «In and Out of Love», а также «Too Much» Spice Girls. Чисхолм также собирается отправиться в тур в поддержку альбома. Турне, рассчитанное на двадцать дат, начнётся 28 апреля 2021 года и завершится 25 мая 2021 года, посетив города Европы и Великобритании.

### Синглы
19 марта 2020 года Чисхолм выпустила первый сингл альбома, «Who I Am», в котором она исследовала сострадание к себе, утраченное за время пребывания в центре внимания. Режиссёром клипа выступила Сильви Вебер. Чисхолм сказала о вдохновении для сингла: «Я довольно открыто говорила о проблемах с психическим здоровьем, от которых страдала. На протяжении многих лет у меня была депрессия, а когда я была моложе, я страдала от расстройства пищевого поведения. Поэтому я думаю, что когда вы наконец-то позволяете себе гордиться некоторыми трудностями, которые вы преодолели, вы можете найти то место, где начнёте любить себя немного больше». Мелани исполнила песню на шоу «Очень позднее шоу с Джеймсом Корденом» и записала второе музыкальное видео, в котором она сидит дома во время пандемии. Песня «Who I Am» не вошла в официальный чарт UK Top 100, но дебютировала и достигла пика на 27 месте в чарте Official Singles Sales Chart Top 100 на второй неделе после выхода. Физический 2CD делюкс с бонус-треком Joe Goddard remix был выпущен 1 апреля 2020 года.
Второй сингл альбома, «Blame It on Me», был выпущен через два месяца, 27 мая 2020 года, тема песни — «вызов токсичности в отношениях». Режиссёром музыкального видео выступила Сильви Вебер. Во время продвижения сингла на Sunday Brunch Чисхолм заявила: «Потому что я нервничала, что снова стану Спорти Спайс (Sporty Spice), но быстро поняла, что я не становлюсь ею, я и есть она. Это огромная часть моей сущности. Именно тогда я начала принимать все, что связано с собой. Этот альбом действительно придаёт сил, и я должна поблагодарить Spice Girls за то, что я чувствую это отношение к себе и ко всему, чего мы достигли». «Blame It on Me» не вошла в официальный чарт UK Top 100, но дебютировала и достигла пика на 66 месте в официальном чарте продаж синглов Top 100.
Одновременно с анонсом альбома и предзаказом, 29 июля 2020 года Чисхолм выпустила третий сингл альбома, «In and Out of Love», и в тот же день состоялась премьера трека на BBC Radio 2 в The Zoe Ball Breakfast Show. Музыкальное видео с большим количеством хореографии было снято режиссёром Грэмом Крузом в Александра-палас. В клипе участвуют бэк-танцоры Чисхолм из тура Spice World 2019. В преддверии выхода сингла Чисхолм сказала: «Это так здорово — выпустить чисто попсовую, бодрую, позитивную весёлую мелодию. Я думаю, это именно то, что сейчас нужно миру!» «In and Out of Love» не вошёл в официальный чарт UK Top 100, но дебютировал и достиг максимума на 97 месте в официальном чарте загрузок синглов Top 100 через неделю после выхода альбома. «Fearless» была выпущена в качестве четвёртого сингла альбома 16 сентября 2020 года. «Into You» была выпущена в качестве пятого сингла альбома 1 декабря 2020 года. Видеоклип, снятый Грэмом Крузом, был выпущен 7 января 2021 года.
За три дня до выхода альбома песня «Overload» была выпущена в качестве промо-сингла. Лирик-видео на «Overload» было выпущено 5 ноября 2020 года. 20 ноября Чисхолм выпустил ремиксы на «Overload» от Карима Нааса.

## Отзывы критиков
| Совокупная оценка | Совокупная оценка |
| Источник          | Оценка            |
| ----------------- | ----------------- |
| Album of the Year | 73/100            |
| AnyDecentMusic?   | 6.9/10            |
| Metacritic        | 76/100            |
| Оценки критиков   |                   |
| Источник          | Оценка            |
| AllMusic          | [ 34 ]            |
| Clash             | 6/10              |
| Evening Standard  | [ 36 ]            |
| The Independent   | [ 37 ]            |
| Metro             | [ 38 ]            |
| musicOMH          | [ 39 ]            |
| NME               | [ 40 ]            |
| The Observer      | [ 41 ]            |
| PopMatters        | [ 42 ]            |

Melanie C получил в целом благоприятные отзывы от музыкальных критиков. На сайте Metacritic, который присваивает нормализованный рейтинг из 100 баллов рецензиям профессиональных критиков, альбом получил средневзвешенный балл 76, основанный на восьми рецензиях. Album of the Year собрал десять рецензий и вывел средний балл 73 из 100. Агрегатор AnyDecentMusic? дал альбому 6,9 из 10, основываясь на своей оценке консенсуса критиков.
Квентин Харрисон из Albumism назвал альбом уникальным, похвалив его за «чувство личной свободы его создателя, которое пронизывает весь песенный фонд — это делает лонгплей уникальным произведением в её растущем каталоге.» Нил Зи Йенг из AllMusic поставил альбому оценку четыре с половиной из пяти и назвал его «декларативным» альбомом. Они добавили: «Удивительно, как ей потребовалось столько времени, чтобы сделать такой бессовестный поп-альбом, а с добавлением её эмоциональной проницательности её каталог стал ещё лучше.» Дэвид Смайт из Evening Standard поставил альбому оценку четыре из пяти, назвав его «свежим и энергичным», и похвалил использование Чисхолм «современных электронных стилей, не звучащих так, будто она слишком старается вернуть актуальность». Смит также похвалил Чисхолм за «уверенное и сильное звучание». В положительной рецензии Metro Кэролайн Салливан с энтузиазмом отозвалась об альбоме, заявив: «Если это самая сильная запись певицы, то это потому, что она нашла золотую середину между своей зоной комфорта в поп-роке и жестким клубным звучанием».
Продолжая положительные отзывы, Росс Хортон из MusicOMH завершил свою рецензию, заявив: «Melanie C (альбом) полон отличных моментов, которые в совокупности делают его одним из самых сильных альбомов, выпущенных Melanie C (персоной) с 1996 года.» Лаура Снейпс из The Observer похвалила Чисхолм, заявив: «Мелани Си чествует этих фанатов — и себя — как взрослых людей, достойных услышать себя в жизненно важной поп-музыке». Джеффри Дэвис, написавший для PopMatters, похвалил альбом как «электро/диско-вдохновленный поп-альбом, который делает то, что хорошая поп-музыка делает лучше всего: празднует наши слабости, признает наши шрамы и танцует, снимая боль».
В смешанной рецензии британский журналистский сайт The Arts Desk поставил альбому оценку три из пяти. Редактор Джо Маггс заключил: «Здесь есть многое, что может понравиться, но несколько ложек меньше сахара, и это могло бы стать значительно большим достижением.» Clash отметил способность Чисхолм создавать песни, «которые стремятся уравновесить стойкость с уязвимостью», отметив при этом, что мы бы "смотрели на ещё более качественный альбом, если бы он позволил пространство, необходимое для её часто непризнанного вокала «челюсть на полу». Хелен Браун из The Independent также дала альбому смешанную рецензию, написав, что это «лучшая сольная запись Чисхолм на сегодняшний день», но при этом отметив отсутствие «оригинальности и сверхмощности сольной мегазвезды». Рецензент NME Риан Дейли написала в своей рецензии, что альбом «служит лучшей работой его создателя за последние десятилетия», но имеет «осечки тут и там». Саймон Ки из Sputnikmusic дал смешанную рецензию, назвав альбом «хорошим старым весельем» и отметив при этом способность Чисхолм «немного слишком увлечься современным импульсом» таких музыкальных исполнителей, как Дуа Липа и Джастин Бибер.

## Коммерческий успех
Melanie C дебютировал на восьмом месте в UK Albums Chart, продажи составили 7 265 комбинированных единиц; став самым высоким альбомом Чисхолм в чартах со времён Reason (2003). Альбом также появился в австралийском чарте альбомов ARIA, впервые после Reason.

## Список композиций
Трек-лист адаптирован из Apple Music. Информация о треках взята из метаданных Spotify. Информация о титрах делюксвового издания адаптирована из примечаний к альбому и метаданных Spotify.
| №                   | Название                           | Автор(ы)                                                                | Продюсер(ы)         | Длительность |
| ------------------- | ---------------------------------- | ----------------------------------------------------------------------- | ------------------- | ------------ |
| 1.                  | «Who I Am»                         | Эш Хоус Бифф Стэннард Брин Кристофер Мелани Чисхолм                     | Ten Ven             | 3:32         |
| 2.                  | «Blame It on Me»                   | Чисхолм Ниам Мерфи Сэмюэль Бреннан Том Холлингс                         | Billen Ted          | 3:08         |
| 3.                  | «Good Enough»                      | Александра Дэнтон Даррен Эмилио Льюис Ийиола Бабатунде Бабалола Чисхолм | Billen Ted          | 3:36         |
| 4.                  | «Escape»                           | Льюис Бабалола Чисхолм Поппи Баскомб                                    | Future Cut          | 3:10         |
| 5.                  | «Overload»                         | Джордж Рид Джонни Латтимер Чисхолм                                      | Рид                 | 3:18         |
| 6.                  | «Fearless» (при участии Нади Роуз) | Чисхолм Роуз Пол О'Даффи                                                | O'Duffy             | 4:07         |
| 7.                  | «Here I Am»                        | Чисхолм Баскомб Том Невилл                                              | Ten Ven             | 3:28         |
| 8.                  | «Nowhere to Run»                   | Хоус Стэннард Чисхолм                                                   | Стэннард            | 3:34         |
| 9.                  | «In and Out of Love»               | Стэннард Джонатан Ховард Джозеф Мерфи Чисхолм                           | One Bit             | 3:14         |
| 10.                 | «End of Everything»                | Чисхолм Саша Скарбек                                                    | Future Cut          | 3:56         |
| Общая длительность: | Общая длительность:                | Общая длительность:                                                     | Общая длительность: | 35:03        |

| №                   | Название                                                     | Автор(ы)                              | Продюсер(ы)         | Длительность |
| ------------------- | ------------------------------------------------------------ | ------------------------------------- | ------------------- | ------------ |
| 1.                  | «Self Love»                                                  | Чисхолм Невилл Баскомб                | Billen Ted          | 3:36         |
| 2.                  | «Into You»                                                   | Чисхолм Н. Мерфи Бреннан Холлингс     | Billen Ted          | 2:42         |
| 3.                  | «Touch Me»                                                   | Кассандра Фокс Гари Кемп Руи да Силва | Billen Ted          | 4:02         |
| 4.                  | «Who I Am» (Joe Goddard remix)                               | Хоус Стэннард Кристофер Чисхолм       | Ten Ven             | 6:25         |
| 5.                  | «Blame It on Me» (PBH & Jack remix)                          | Чисхолм Н. Мерфи Бреннан Холлингс     | Billen Ted          | 3:37         |
| 6.                  | «High Heels» (при участии Sink the Pink) (Moto Blanco remix) | Бенджамин Гарретт Чисхолм Рэй Моррис  | Alex Metric Fryars  | 3:48         |
| Общая длительность: | Общая длительность:                                          | Общая длительность:                   | Общая длительность: | 23:21        |

| №                   | Название            | Автор(ы)                          | Продюсер(ы)         | Длительность |
| ------------------- | ------------------- | --------------------------------- | ------------------- | ------------ |
| 11.                 | «Into You»          | Чисхолм Н. Мерфи Бреннан Холлингс | Billen Ted          | 2:42         |
| 12.                 | «Touch Me»          | Фокс Кемп da Silva                | Billen Ted          | 4:02         |
| Общая длительность: | Общая длительность: | Общая длительность:               | Общая длительность: | 35:03        |

| №                   | Название                             | Автор(ы)                                                  | Продюсер(ы)         | Длительность |
| ------------------- | ------------------------------------ | --------------------------------------------------------- | ------------------- | ------------ |
| 1.                  | «Who I Am» (acoustic)                | Хоус Стэннард Кристофер Чисхолм                           | Риччи Риккарди      | 3:18         |
| 2.                  | «Blame It on Me» (acoustic)          | ЧСисхолм Н. Мерфи Бреннан Холлингс                        | Риккарди            | 3:11         |
| 3.                  | «In and Out of Love» (acoustic)      | Стэннард Ховард Дж. Мерфи Чисхолм                         | Рикарди             | 3:16         |
| 4.                  | «Into You» (acoustic)                | Чисхом Н. Мерфи Бреннан Холлингс                          | Рикарди             | 3:10         |
| 5.                  | «I Turn to You» (acoustic)           | Чисхолм Рик Ноуэлс Билли Стейнберг                        | Риккарди            | 4:16         |
| 6.                  | «Never Be the Same Again» (acoustic) | Чисхолм Ретт Лоуренс Пол Ф Круз Лиза Лопес Лоренцо Мартин | Риккарди            | 3:25         |
| 7.                  | «Too Much» (acoustic)                | Spice Girls Энди Уоткинс Пол Уилсон                       | Риккарди            | 3:44         |
| Общая длительность: | Общая длительность:                  | Общая длительность:                                       | Общая длительность: | 23:21        |

| №                   | Название                                   | Автор(ы)                          | Продюсер(ы)         | Длительность |
| ------------------- | ------------------------------------------ | --------------------------------- | ------------------- | ------------ |
| 1.                  | «Who I Am» (Joe Goddard remix edit)        | Хоус Стэннард Кристофер Чисхолм   | Ten Ven             | 3:44         |
| 2.                  | «Blame It on Me» (PBH & Jack remix edit)   | Чисхолм Н. Мерфи Бреннан Холлингс | Billen Ted          | 2:47         |
| 3.                  | «Overload» (Todd Terry remix)              | Рид Латтимер Чисхолм              | Тодд Терри          | 2:53         |
| 4.                  | «In and Out of Love» (Nick Reach Up remix) | Стэннард Ховард Дж. Мерфи Чисхолм | Ник Халкес          | 3:44         |
| 5.                  | «Overload» (Karim Naas remix)              | Рид Латтимер Чисхолм              | Карим Наас          | 3:25         |
| Общая длительность: | Общая длительность:                        | Общая длительность:               | Общая длительность: | 23:21        |

## Чарты
| Чарт (2020)                                  | Высшая позиция |
| -------------------------------------------- | -------------- |
| Австралия (ARIA)                             | 37             |
| Бельгия/Фландрия (Ultratop)                  | 132            |
| Бельгия/Валлония (Ultratop)                  | 181            |
| Германия (Offizielle Top 100)                | 27             |
| Ирландия (IRMA)                              | 80             |
| Ирландия (Irish Independent Albums)          | 6              |
| Шотландия (Scottish Albums Chart)            | 9              |
| Испания (PROMUSICAE)                         | 89             |
| Швейцария (Schweizer Hitparade)              | 50             |
| Великобритания (UK Albums Chart)             | 8              |
| Великобритания (UK Independent Albums Chart) | 1              |
| США (Billboard Top Album Sales)              | 98             |

## История релиза
| Страна    | Дата            | Форматы                                       | Издания             | Лейблы               | Источники     |
| --------- | --------------- | --------------------------------------------- | ------------------- | -------------------- | ------------- |
| Различные | 2 октября 2020  | Кассета CD цифровое скачивание стриминг винил | Стандартное         | Red Girl Media, LLC. | [ 47 ] [ 64 ] |
| Различные | 2 октября 2020  | Бокс-сет CD винил                             | Делюкс              | Red Girl Media, LLC. | [ 64 ]        |
| Различные | 3 сентября 2021 | Цифровое скачивание стриминг                  | Цифровое делюксовое | Red Girl Media, LLC. | [ 51 ]        |